# Kostel svatého Filipa a Jakuba (Lukavice)
Kostel svatého Filipa a Jakuba je římskokatolický orientovaný filiální kostel v obci Lukavice. Je chráněn od 3. 5. 1958 jako kulturní památka České republiky.

## Historie
Kostel existoval už v letech 1344–1350, kdy je Lukavice jmenována v seznamu far. V letech 1639–1726 plnil lukavický kostel funkci farního kostela a byla sem přenesena fara z Orlice, zrušená v roce 1627. V roce 1936 byl kostel opraven z venkovní strany. V roce 1968 byl vysvěcen nový hřbitov a na starý hřbitov u kostela se přestalo pohřbívat. Při úpravě interiéru v roce 1974 byly pořízeny nové lavice.

## Architektura
Kostel byl postaven v roce 1639 jako nevelká gotická stavba, dodnes je zachován jako presbytář nynějšího kostela. Pozdější známé přestavby byly prováděny v létech 1639, 1705, 1721 a úprava věže v roce 1878. Venkovský jednolodní kostel, původně pozdně renesanční, dostavěný barokně v letech 1705 a 1721, s mohutnou věží zastřešenou zvonovou helmicí v průčelí. Je hodnotným příkladem regionální barokní sakrální architektury z počátku 18. století.

## Interiér
Řezba ikonograficky pozoruhodného oltáře, snad z roku 1721, představuje vinný kmen, v jehož větvích – po stranách oltářního obrazu sv. Filipa a Jakuba od Jana Umlaufa – jsou reliéfy poprsí apoštolů. Svatostánek je původní a má podobu zeměkoule. Kazatelna je z let 1670–80 a patrně z téže doby jsou dva ornamentálně vymalované výklenky objevené při malbě vnitřku kostela a restauraci hlavního oltáře v roce 1942. V prostorách kostela se nachází dřevěná destička, svědčící pravděpodobně o morové ráně v 16. století. Postranní oltáře byly osazeny obrazy sv. Antonína Paduánského a sv. Apolonie. Obrazy křížové cesty jsou z roku 1827, malovány vídeňským malířem F. Tlathem. V tomto kostele se před oltářem nachází hrob, kde byli pohřbeni někteří majitelé panství Kyšperk. Před levým malým oltářem je další hrobka, kde jsou pohřbeny ostatky farářů lukavických. Kříž po pravé chrámové straně je dílem lukavického rodáka, sochaře Jana Duška (1880–1949), profesora na Uměleckoprůmyslové škole v Chrudimi.